# 微毛小檗
微毛小檗（学名：Berberis tomentulosa）是小檗科小檗属的植物，是中国的特有植物。分布于中国大陆的云南等地，生长于海拔2,500米的地区，多生长于山坡和岸坡地，目前尚未由人工引种栽培。